# آلن مایر
آلن مایر (انگلیسی: Alan Mayer؛ زادهٔ ۳ ژوئیهٔ ۱۹۵۲) بازیکن فوتبال اهل ایالات متحده آمریکا است.
از باشگاه‌هایی که در آن بازی کرده‌است می‌توان به لاس وگاس کوئیکسیلورز اشاره کرد.
وی همچنین در تیم ملی فوتبال ایالات متحده آمریکا بازی کرده‌است.